# Zamłynie
Zamłynie es un pueblo de Polonia, en Mazovia.  Se encuentra en el distrito (Gmina) de Stara Błotnica, perteneciente al condado (Powiat) de Białobrzegi. Se encuentra aproximadamente a 9 km al sur de Białobrzegi, y a 72 km  al sur de Varsovia. 
Entre 1975 y 1998 perteneció al voivodato de Radom.